# أحمد الزين
أحمد الزين (1944 -) هو ممثل لبناني سني بيحب المقاومة و سيد المقاومة

## حياته ونشأته
ولد في قرية شحور بالقرب من صور في عام 1944. بدأ حياته الفنية في التمثيل بالعديد من المسلسلات مثل (مسحر رمضان عام 1967، مغامرات نادر عام 1969، وفي عام 1975 شارك في الفيلم المصري اللبناني المشترك (سيدتي الجميلة)، وقد اشتهر بأدوار الحركة في الأفلام المُنتجة في بيروت أثناء الحرب الأهلية، إلى جانب مشاركته في العديد من المسلسلات الدرامية في تلك الفترة ومن أبرز تلك الأعمال مسلسل (الغالبون) عام 2011.

## مسيرته
اشتهر بأدوار الحركة في مجموعة الأفلام التي تم إنتاجها في بيروت أثناء الحرب الأهلية، وأخرج الكثير منها يوسف شرف الدين، كما اشتهر بأدوار درامية عدة في مسلسلات كاملة أو سباعيات في تلفزيون لبنان إبان الحرب الأهلية.
شارك في العديد من المسلسلات اللبنانية والسوريّة ومن أشهر أعماله الغالبون الذي يحكي قصة المقاومة اللبنانية والذي أدى فيه دور الجنوبي الأبي أمام الممثلة وفاء شرارة في عامي 2011 و2012.

## أعماله[6]

### المسلسلات التي شارك بها
- مسلسل البؤساء عام 1974 في دور ( ماريوس بون ميرسى).
- مسلسل حول غرفتى عام 1974.
- مسلسل الدنيا هيك عام 1976.
- مسلسل الامانة سنة 1980 ... ثلاثة اجزاء.
- مسلسل بنت البواب سنة 1979 بدور وديع.
- مسلسل أرحل وحيدا 1988
- اللعب الممنوع (مسلسل)|اللعب الممنوع]] 1998 بدور أبو داغر
- عندما يبكي التراب، 2012.
- كشف الأقنعة، 2011.
- صايعين ضايعين، 2011.
- الغالبون، 2011 - 2012.
- ميمو والعم فرحان، 2011.
- أنا القدس، 2010.
- جبران، 2008.
- أبو الطيب العربي، 2008.
- سيرة الحب، 2007.
- رسائل الحب والحرب، 2007.
- رجل الانقلابات، 2007.
- باب الحارة، 2006.
- بنت الشهبندر.
- بقعة ضوء.
- طالع الفضة، 2011.
- قيامة البنادق 2013

### الأفلام التي شارك بها
سيدتى الجميلة 1976.
فيلم الانفجار.
*المغامرون 1981.
*فيلم الفاتنة والمغامر.
*فيلم الغجرية والأبطال.
*فيلم أمانى تحت قوس قزح.
*فيلم ناجى العلى.
*الزوجة المفقودة.
*فيلم خلة الوردة.
- طيف المدينة، 2000.

### سيت كوم
- إذاعة فيتامين، 2009.